# جاكوب دبليو. غروبر
جاكوب دبليو. غروبر (بالإنجليزية: Jacob W. Gruber) هو عالم إنسان أمريكي، ولد في 26 فبراير 1921 في بيتسبرغ في الولايات المتحدة.